# 閻鳴泰
閻鳴泰（1573年—？），號浮檀，直隸保定府清苑縣阎家庄（今河北省保定市清苑縣）人，明朝政治人物，官至蓟辽总督。

## 生平
萬曆二十二年甲午科举人，二十六年（1598年），登戊戌科進士，授戶部贵州司主事，歷任户部四川司郎中，三十六年升山东按察司副使、兵备遼東，三十九年以父丧回乡。四十六年五月补山东右参议、分守辽东东宁道，次年（1619年）二月，辽东经略楊鎬以十萬餘人分四路出師出擊後金，他担任其中一路以辽东总兵李如柏为主将的监军，以兵败去職。
天啓二年（1622年）二月，以原官起用，同袁崇焕等协力赞助辽东军事，他擔任山海监军副使，不久升辽东监军參議。同年改山東按察司副使，照旧监军，八月升右僉都御史、遼東巡撫。三年五月，因与孫承宗意见不合，上疏辞职，被令回籍听勘。
天啓五年（1625年）十一月，在魏忠贤授意下，由御史智铤举荐，擔任兵部右侍郎，署協理京營戎政，不久以原官兼都察院右佥都御史、整饬蓟镇等处边备兼巡抚顺天等处地方。
天啓六年（1626年）三月，接替督师辽东的王之臣，以原官总督蓟辽等处事务，四月加升兵部尚書，照旧管事、十月以皇极殿建成，加恩为太子太保。七年（1627年）二月以山海城壕告竣，加太子太傅。五月以喜峰口功，加太子太師。八月，以宁锦大捷，授少傅，又以三大殿完工，加少师兼太子太师，协理京营戎政。崇禎初，為言官彈劾，附魏忠賢逆案，遣戍死。
閻鳴泰任職薊遼期間，為魏忠賢修建生祠多達七處。其讚頌忠賢，有「民心依歸，即天心向順」語，聞者為之咋舌。

## 家族
曾祖阎景秀。祖父阎迪。父亲阎洛，號古庵，誥封户部四川司郎中。母贾氏。妻子冉氏，继娶張氏。有子兆奎、兆震、兆龙、兆鹏。

## 延伸阅读
[在维基数据编辑]
 《明史卷三百〇六》，出自《明史》

| 官衔          | 官衔                       | 官衔          |
| ------------- | -------------------------- | ------------- |
| 前任： 王之臣 | 明朝薊遼總督 1626年-1627年 | 繼任： 劉詔   |
| 前任： 崔呈秀 | 明朝兵部尚書 1627年-1628年 | 繼任： 王在晉 |